# Groeve Crapoel

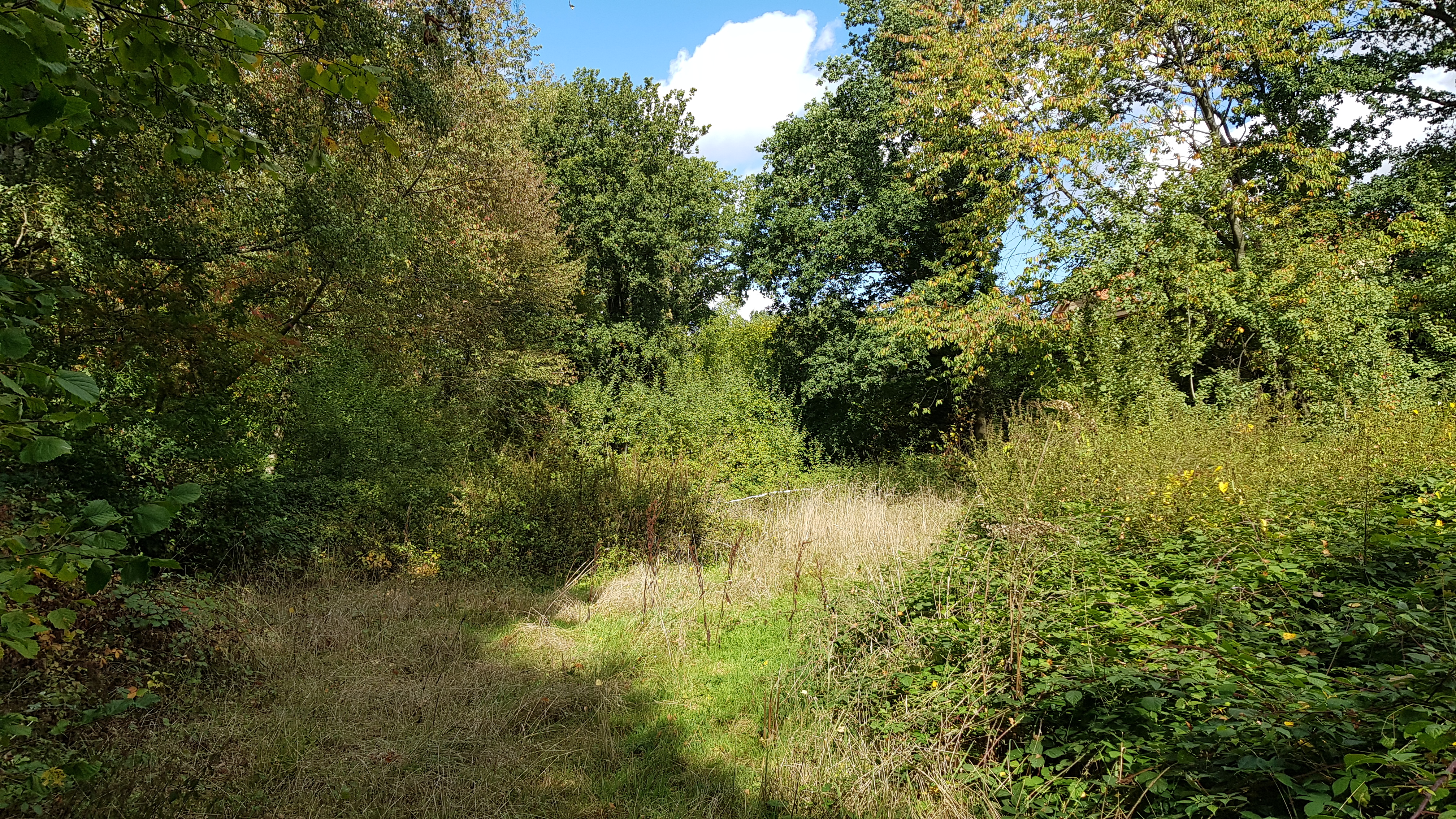
de overwoekerde groeve in 2019

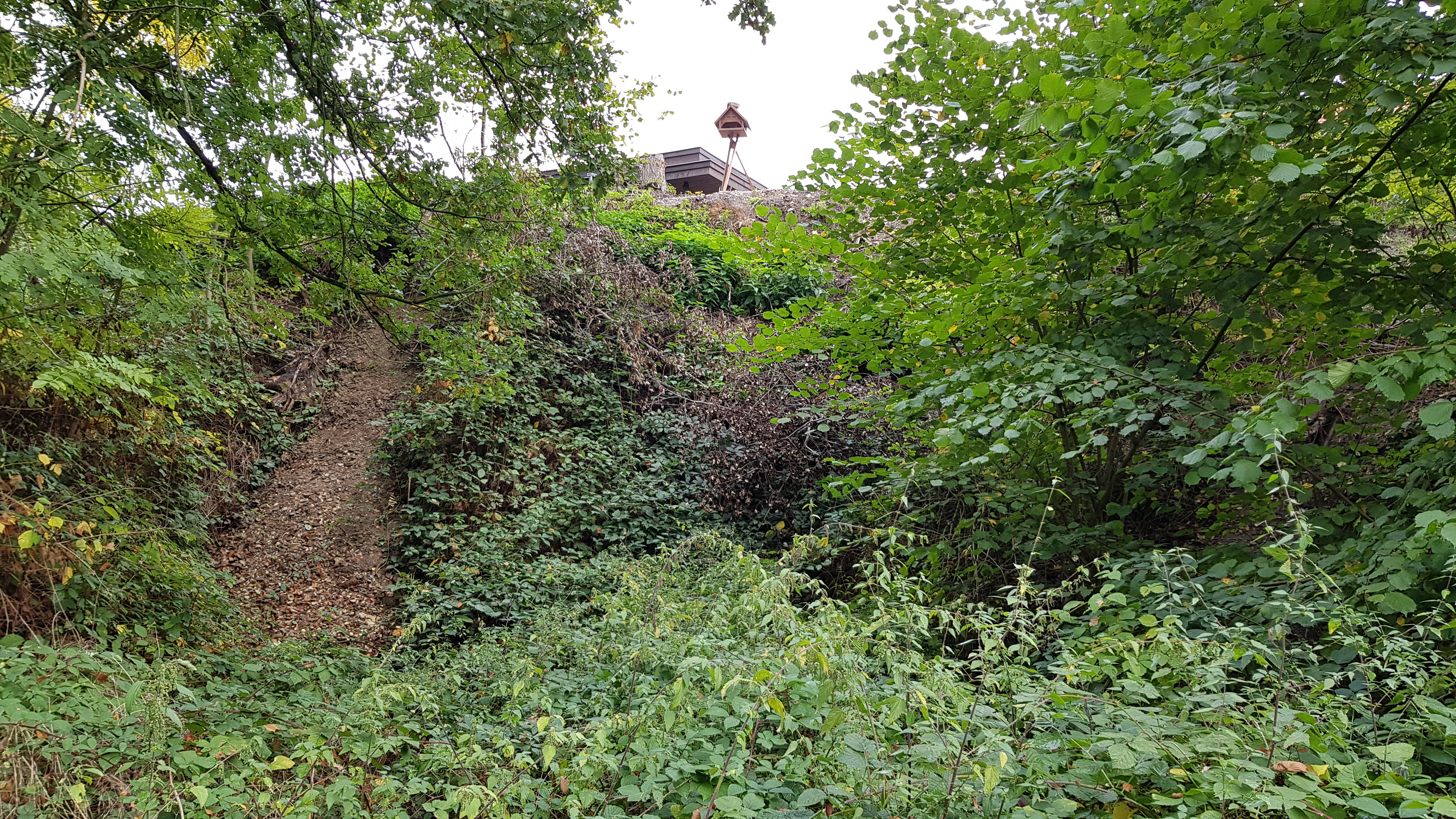
wand van Groeve Crapoel in 2019

De Groeve Crapoel is een groeve en geologisch monument in Nederlands Zuid-Limburg in de gemeente Gulpen-Wittem. De dagbouwgroeve ligt ten noordwesten van Crapoel aan een grindweg richting Kasteel Neubourg. De groeve ligt op de noordwestelijke helling van het Plateau van Crapoel en hoog op de oostelijke helling van het Gulpdal. Ten zuidwesten van de groeve snijdt het Pesakerdal in op het plateau. In het gebied van het zuidwesten via het noordwesten tot het noordoosten liggen er rond de groeve meerdere hellingbossen.

## Geschiedenis
In de periode van de Romeinse tijd tot ongeveer 1960 werd er in de groeve een mengsel van grind en zand afgegraven. Het gewonnen materiaal gebruikt om wegen te verbeteren en te verharden. Grotere stukken steen uit de groeve werden waarschijnlijk gebruikt bij de bouw van huizen.

## Geologie
Ongeveer twee miljoen jaar geleden stroomde, afkomstig uit de Ardennen, door het gebied van Zuid-Limburg de Oostmaas om in de buurt van Düren in Duitsland in de Rijn uit te monden. De Maas sleed toen een dal uit dat het dal van de Oostmaas wordt genoemd. In dit dal zette de Oostmaas ook in verschillende periodes dikke pakketten grind en zand af. In de oudste periode werden het Laagpakket van Kosberg en het Laagpakket van Crapoel afgezet, vernoemd naar Kosberg en Crapoel. De beide laagpakketten bestaan uit kwartsrijk goed afgerond grind die Maaskeien worden genoemd. Dit materiaal is afkomstig uit de Vogezen en de Ardenner schiervlakte.
Nadat de Oostmaas zich naar het westen had verplaatst als gevolg van de opheffing van het landschap bleven de dikke pakketten van grind en zand achter. In plaats van de Oostmaas gingen hier kleinere rivieren stromen, zoals de Gulp en de Geul, die op hun beurt dalen gingen uitslijten in het landschap en grote delen van het door de Oostmaas afgezette grindpakket erodeerden. In Zuid-Limburg zijn er van de afzettingen van de Oostmaas enkel verspreide erosieresten achtergebleven in het landschap, zoals hier in de Groeve Crapoel.
Het grind is over het algemeen vrij sterk verweerd en gebleekt met een hoog kwartspercentage (circa 62%). Verkiezelde kalkstenen, gerolde vuurstenen en hoekige vuurstenen uit de Formatie van Gulpen vormen opvallende bestanddelen. In de top van het grind, dat plaatselijk kryoturbaat verstoord is, komen resten voor van een fossiele rode bodem.
Onder de Maasafzettingen bevindt zich kalksteen uit de Formatie van Gulpen. Direct onder het grindpakket bevindt zich gele kalksteen met zwarte vuurstenen, een aantal meter lager zit geelgrijze kalksteen die glauconiethoudend is. De kalksteen in deze lagen is sterk verkarst als gevolg van oplossing en in de ondergrond bevinden zich dan ook talrijke geologische orgelpijpen.